# Canton de Bourg-lès-Valence
Le canton de Bourg-lès-Valence est une ancienne division administrative française du département de la Drôme en région Rhône-Alpes. Il se situait dans l'arrondissement de Valence.

## Composition
Le canton de Bourg-lès-Valence était composé des deux communes suivantes :
| Nom                           | Code Insee | Intercommunalité        | Superficie (km2) | Population (dernière pop. légale) | Densité (hab./km2) |
| ----------------------------- | ---------- | ----------------------- | ---------------- | --------------------------------- | ------------------ |
| Bourg-lès-Valence (chef-lieu) | 26058      | CA Valence Romans Agglo | 20,30            | 19 591 (2014)                     | 965                |
| Saint-Marcel-lès-Valence      | 26313      | CA Valence Romans Agglo | 15,05            | 6 102 (2014)                      | 405                |

## Histoire
Le canton a été créé en 1973 par la scission des anciens cantons de Valence-Nord et Valence-Sud.
Il est supprimé en mars 2015 à la suite du redécoupage des cantons du département. Les deux communes ont rejoint le canton de Valence-1.

## Administration
| Période | Période      | Identité        | Étiquette   | Qualité |
| ------- | ------------ | --------------- | ----------- | --- |
| 1973    | 1996 (décès) | Gérard Gaud     | PS          | Ingénieur Sénateur (1980-1996) Maire de Bourg-lès-Valence |
| 1996    | 2011         | Alain Maurice   | DVG puis PS | Assistant parlementaire de Gérard Gaud puis avocat Conseiller municipal de Bourg-lès-Valence (1995-2008) Vice-Président du Conseil général (2004-2008) Maire de Valence (2008-2014) Président de la communauté d'agglomération Valence Agglo – Sud Rhône-Alpes (2008-2014) |
| 2011    | 2015         | Wilfrid Pailhes | PS          | Attaché parlementaire 1er adjoint au maire de Bourg-lès-Valence (2008-2014) Conseiller municipal de Bourg-lès-Valence |

## Démographie
| 1975   | 1982   | 1990   | 1999   | 2006   | 2011   | 2012   |
| ------ | ------ | ------ | ------ | ------ | ------ | ------ |
| 18 268 | 19 375 | 21 949 | 22 461 | 23 092 | 24 532 | 25 051 |